# Alcohol desnaturalitzat

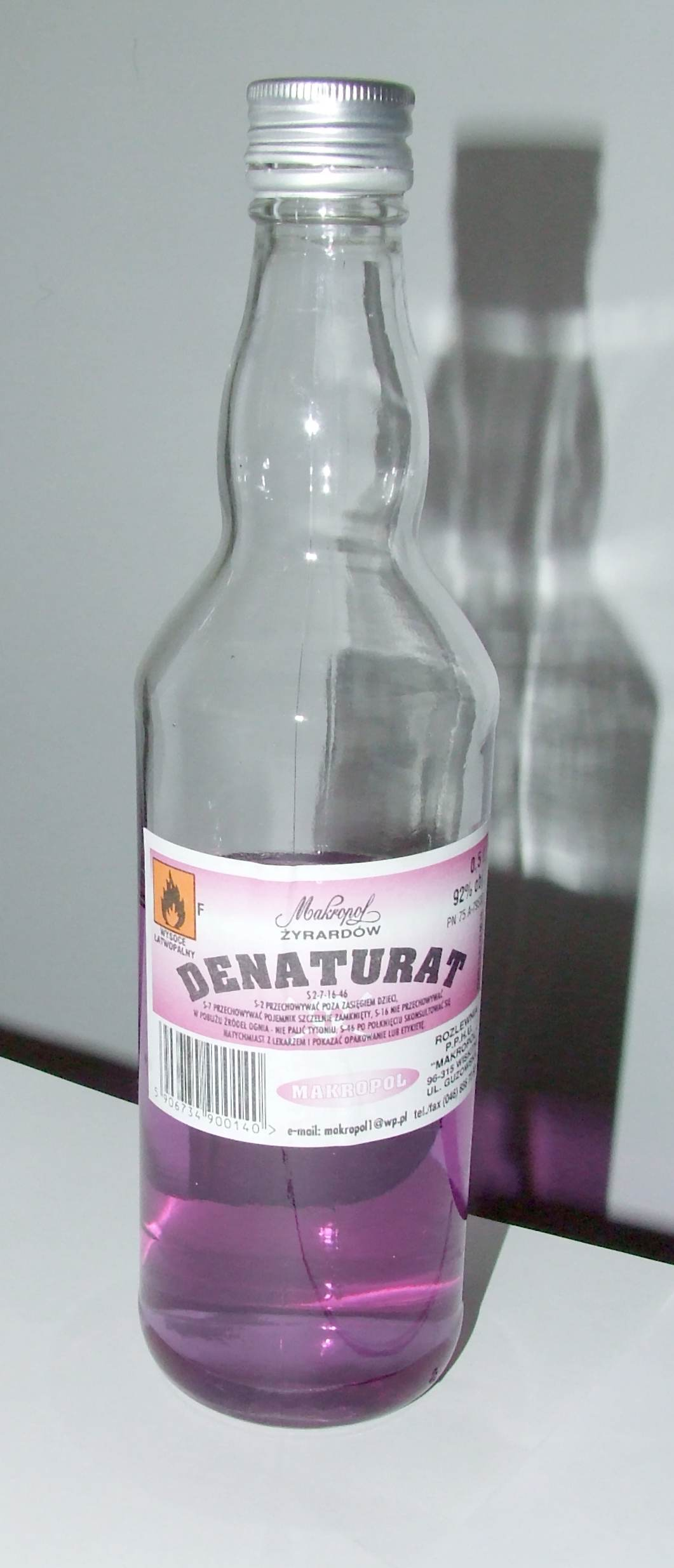
Una ampolla polonesa d'alcohol desnaturalitzat

L'alcohol desnaturalitzat, també anomenat esperit de vi metilat o esperit de ví desnaturalitzat, és un producte d'etanol que té additius per convertir-lo en verinós, amb mal gust, amb una olor repugnant o causant de nàusees per a descoratjar el consum recreatiu. De vegades es tenyeix de manera que es pugui identificar visualment. S'hi pot afegir piridina, metanol, o ambdós productes per fer que l'alcohol desnaturalitzat sigui verinós, o també s'hi pot afegir denatoni per fer-lo amarg.

## Descripció
L'alcohol desnaturalitzat s'utilitza com a dissolvent i com a combustible per als cremadors d'alcohol i les estufes d'acampada. A causa de la diversitat d'usos industrials per a l'alcohol desnaturalitzat, s'han utilitzat centenars d'additius i mètodes de desnaturalització. L'additiu principal ha estat tradicionalment el 10% de metanol (alcohol metílic), donant lloc al terme “esperits metilats”. Altres additius típics inclouen alcohol isopropílic, acetona, metil etil cetona, metil isobutil cetona i denatoni.
Als Estats Units, les barreges venudes com a alcohol desnaturalitzat solen tenir percentatges molt més grans de metanol i poden ser inferiors al 50% d'etanol.
Desnaturalitzar l'alcohol no altera químicament la molècula d'etanol. De fet, l'etanol es barreja amb altres substàncies químiques per formar una solució de gust dolent, sovint tòxic. Per a la majoria d'aquestes solucions, no hi ha cap forma pràctica de separar-ne els components.
En molts països, les vendes de begudes alcohòliques estan fortament gravades per a finalitats fiscals i de política de salut pública (vegeu l'impost pigouvià). Per evitar el pagament d'impostos sobre begudes, en l'alcohol que no s'hagi de consumir amb aquesta finalitat, s'ha de “desnaturalitzar” l'alcohol, o bé tractar-lo amb productes químics afegits per fer-lo imbevible. La seva composició està estretament definida per les regulacions governamentals dels països que imposen taxes sobre les begudes alcohòliques. L'alcohol desnaturalitzat s'utilitza de manera idèntica que el mateix etanol, tret de les aplicacions que impliquen l'ús com combustible, fins quirúrgics o estoc de laboratori. Cal etanol pur per a aplicacions de begudes alimentàries i determinades reaccions químiques en les quals el desnaturalitzador pogués interferir. En biologia molecular, l'etanol desnaturalitzat no es pot utilitzar per fer precipitar els àcids nucleics.
L'alcohol desnaturalitzat no té avantatges en cap propòsit respecte a l'etanol normal; és un compromís de política pública. Com que l'alcohol desnaturalitzat es ven sense els forts impostos que hi sol haver sobre l'alcohol adequat per al consum, és una solució més barata per a la majoria dels usos que no impliquen beure'l. Si l'etanol pur es disposés a un preu més baix per als combustibles, dissolvents o fins medicinals, algunes persones les utilitzarien com a beguda.

## Toxicitat
Malgrat el seu contingut verinós, de vegades es consumeix alcohol desnaturalitzat com a alcohol estàndard. Això pot produir ceguesa o mort si conté metanol. Per exemple, durant la prohibició als Estats Units, la llei federal requeria metanol en alcohols industrials de fabricació domèstica. El dia de Nadal de 1926 i els dos dies següents, al bell mig del "Gran Experiment" de la prohibició nacional d'alcohol, a la ciutat de Nova York, 31 persones van morir per intoxicació de metanol. Per ajudar a prevenir aquest fet, sovint s'afegeix denatoni per donar a la substància un sabor extremadament amarg. S'afegeixen substàncies com la piridina per donar una olor desagradable a la barreja i també s'hi poden incloure agents com el xarop d'ipecacuana per induir vòmits.
Nova Zelanda ha tret el metanol de la seva formulació "esperits metilats" aprovada pel govern.

## Formulacions
S'utilitzen diferents additius per dificultar l'ús de la destil·lació o d'altres processos senzills per revertir la desnaturalització. El metanol s'utilitza habitualment tant perquè el seu punt d'ebullició és proper al de l'etanol com perquè és tòxic. Un altre desnaturalitzant típic és la piridina. Sovint l'alcohol desnaturalitzat es tenyeix de violeta de metil.

Hi ha diversos graus d'alcohol desnaturalitzat, però en general els desnaturalitzadors utilitzats són similars. A tall d'exemple, segons la normativa britànica de 2005, la formulació per a l'alcohol completament desnaturalitzat era la següent:
L'alcohol completament desnaturalitzat s'ha d'elaborar d'acord amb la formulació següent: amb cada 90 parts en volum d'alcohol s'hi barreja 9,5 parts per volum de nafta de fusta o un substitut i 0,5 parts per volum de piridina crua, i a la barreja resultant s'hi afegeix mineral de nafta (petroli) en la proporció de 3,75 litres per cada 1000 litres de la barreja i colorant orgànic sintètic (metil violeta) en la proporció d'1,5 grams per cada 1000 litres de la mescla.
El febrer de 2013, la Unió Europea va acordar els procediments mutus per a la desnaturalització completa de l'alcohol:
Per hectolitre (100 L) d'etanol absolut: 3 litres d'alcohol isopropílic, 3 litres d'etil cetona i 1 gram de benzoat de denatoni.

### Alcohol especialment desnaturalitzat
Un alcohol especialment desnaturalitzat (SDA) és un dels molts tipus d'alcohol desnaturalitzat especificats en el Codi de Regulacions Federals dels EUA, Títol 27 Secció 21.151. Un alcohol especialment desnaturalitzat és una combinació d'etanol i un altre producte químic, per exemple, acetat d'etil en SDA 29, 35 i 35A, afegits per fer que la barreja no sigui apta per beure. Els SDA s'utilitzen sovint en productes cosmètics i també es poden utilitzar en la fabricació productes químics, productes farmacèutics i dissolvents. Un altre exemple és el SDA 40-B, que conté alcohol tert-butílic i benzoat de denatoni, NF. L'ús d'alcohol adequat per a begudes de-saturades als Estats Units i altres països evita impostos especials sobre l'alcohol.